# Комар, Хуан Крус
Хуан Крус Комар (исп. Juan Cruz Komar; родился 13 августа 1996 года, Росарио, Аргентина) — аргентинский футболист, защитник клуба «Росарио Сентраль».

## Клубная карьера
Комар — воспитанник клуба «Бока Хуниорс». 2 ноября 2014 года в матче против «Сан-Лоренсо» он дебютировал в аргентинской Примере. 27 февраля 2015 года в поединке Кубка Либертадорес против уругвайский «Монтевидео Уондерерс» Хуан забил свой первый гол за «Боку».
В начале 2016 года для получения игровой практики Комар на правах аренды перешёл в «Тальерес». 13 февраля в матче против «Вилья Дальмине» он дебютировал в Примере B. По итогам сезона Хуан помог команде выйти в элиту. Летом «Тальерес» выкупил трансфер футболиста за 675 тыс. евро.